# Avatar Studios

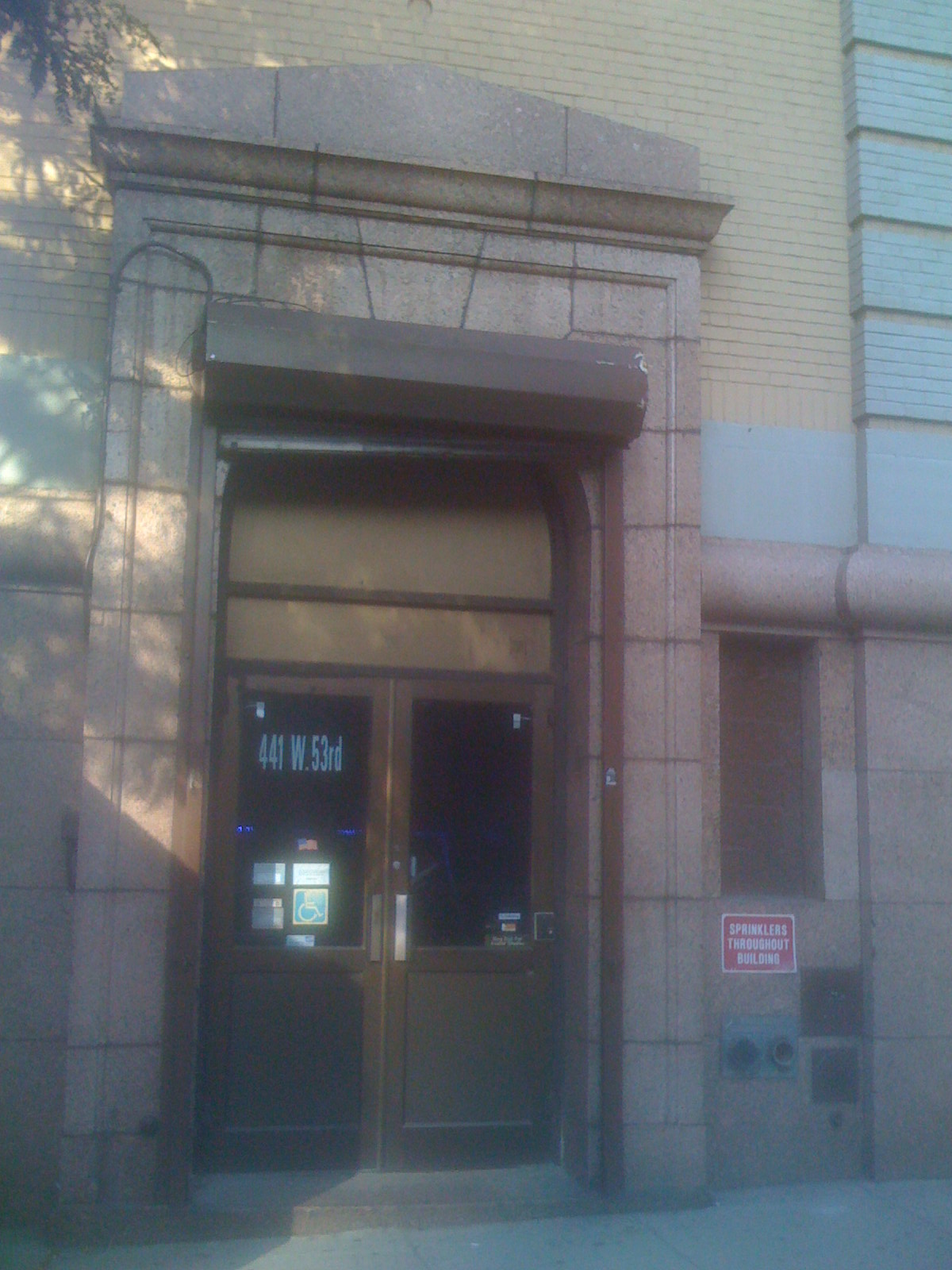
Wejście do Avatar Studios.

Avatar Studios, wcześniej znane jako The Power Station – studio nagraniowe na 441 West 53rd Street na Manhattanie w Nowym Jorku.
Oryginalnie budynek należał do przedsiębiorstwa energetycznego Con Edison, jednak po wygaśnięciu umowy zaczęto kręcić tu program rozrywkowy Idź na całość. W 1977 roku za sprawą producenta muzycznego Tony’ego Bongioviego budynek został przebudowany na studio nagraniowe, które w niedługim czasie zyskało światową renomę jako jedno z miejsc o najlepszej akustyce na świecie. Studio zdobyło kilka nagród przemysłu nagraniowego, w tym Les Paul Award for Special Lifetime Achievement w 1991 roku.
W maju 1996 roku studio zmieniło nazwę na Avatar Studios.
Najważniejsi artyści, którzy nagrywali w Avatar Studios, to m.in.: The Kinks, Aerosmith, Counting Crows, Marc Anthony, Tony Bennett, Devo, Bon Jovi, Duran Duran, Dream Theater, Bruce Springsteen, John Lennon, Serge Gainsbourg, Bernadette Peters, Neil Young, Iggy Pop, Madonna, Journey, George Michael, Betty Carter, Sum 41, John Mayer, Moby, Vanessa Williams, Blondie, Porcupine Tree, Chic, Joan Jett, David Bowie, The Last Shadow Puppets oraz zespół Power Station, którego nazwa pochodzi właśnie od pierwotnej nazwy studia.